# فأر جيبي شوكي
فأر جيبي شوكي (الاسم العلمي: Chaetodipus spinatus) هو نوع من الحيوانات يتبع جنس فأر جيبي خشن من فصيلة الغوفرية.